# Camisa de força

Model amb camisa de força

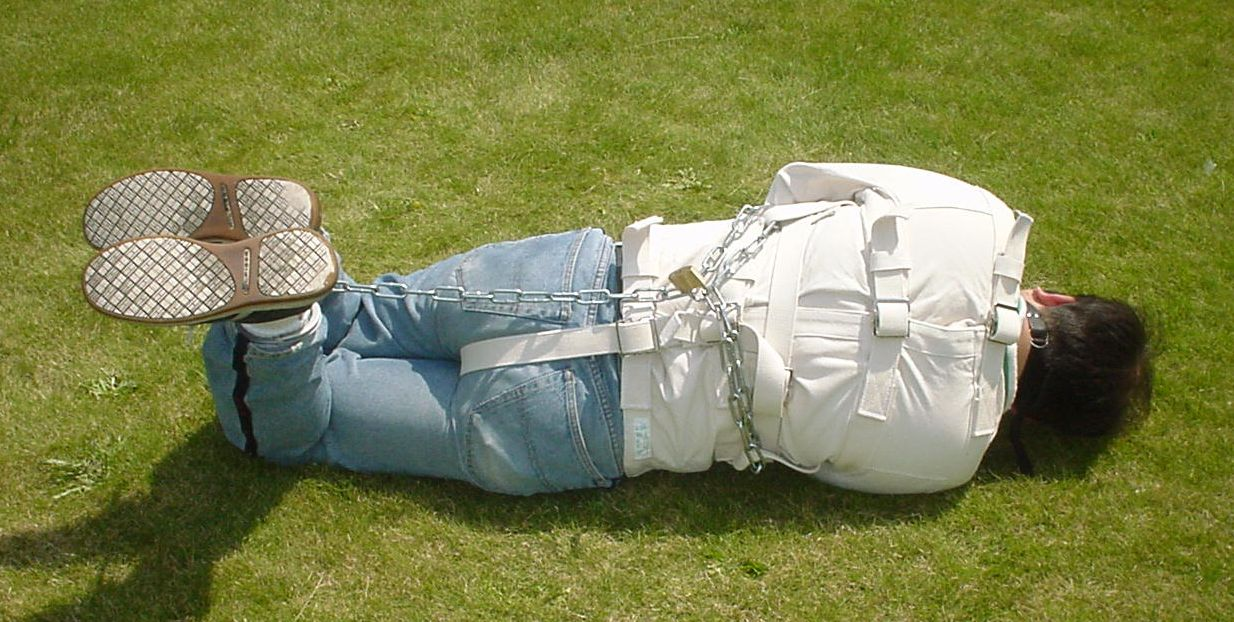
Home amb camisa de força

La camisa de força és una vestimenta amb forma de jaqueta que permet immobilitzar els braços d'una persona. El disseny consisteix en una camisa de tela ferma de màniga llarga que supera les puntes dels dits del portador, amb mànigues tancades en els seus extrems, i es lliguen cap enrere. El seu ús és comú per a immobilitzar o mantenir sota control reus, persones violentes o dements. Juntament amb les manilles és un dels mecanismes més coneguts de control físic de persones. Tot i que la camisa de força és el terme més freqüent, existeix el neologisme francès "camisola de força", emprat a la Catalunya nord.
El seu ús més típic és restringir les persones que poden causar danys a si mateixos o als altres. Un cop l'usuari fa lliscar els braços cap a les mànigues, la persona que l'assisteix creua les mànigues contra el pit i lliga els extrems de les mànigues a la part posterior de la jaqueta, garantint que els braços estiguin a prop del pit amb el mínim moviment possible.
L'efecte d'una camisa de força com a mesura de seguretat fa que sigui d'interès especial per l'escapisme. La camisa de força és també un element bàsic puntal en la màgia d'escenari. La camisa de força prové de l'era georgiana de la medicina. La contenció física es va utilitzar tant com a tractament per a malalties mentals com per pacificar pacients en manicomis. Per la seva resistència, el canemàs i la lona són els materials més habituals per a les camises de força institucionals.
El famós il·lusionista Harry Houdini la va utilitzar per a fer un dels seus més famosos actes d'escapisme, en el qual era capaç de desfer-se d'una camisa de força penjant cap per avall des de dalt de tot d'un gratacel.

## Història

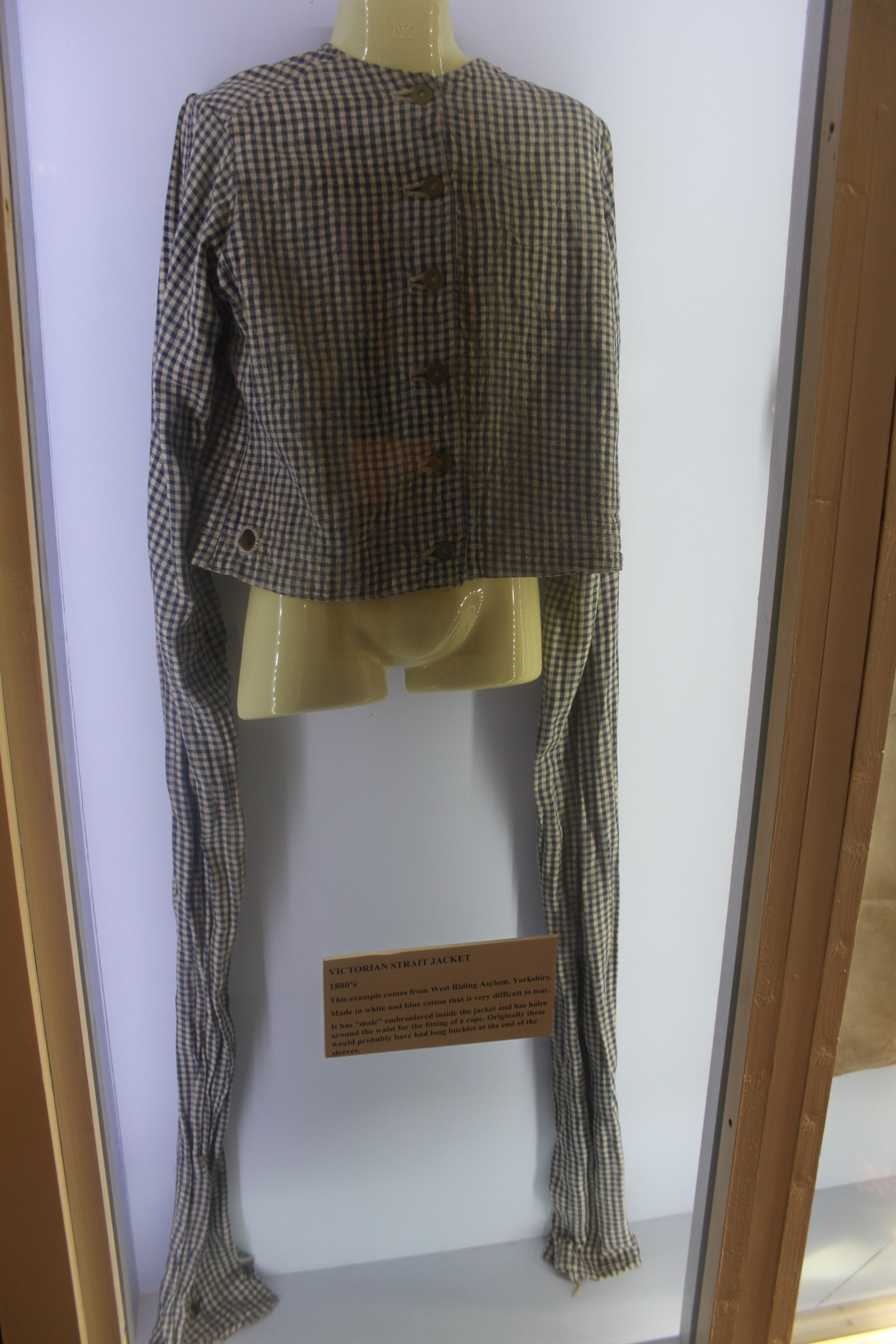
Samarreta de força victoriana exposada al Museu Glenside

La camisa de força es descriu ja el 1772, en un llibre del metge irlandès David Macbride, tot i que hi ha afirmacions que un tapisser anomenat Guilleret la va inventar el 1790 a França per a l'Hospital Bicêtre.
Abans del desenvolupament de medicaments psiquiàtrics i la teràpia per parlar, els metges no sabien com tractar trastorns mentals com l'esquizofrènia, la depressió i els trastorns d'ansietat. Van intentar tractaments cruels segons els estàndards moderns, i la camisa de força va ser un d'ells. A l'altura del seu ús, els metges la consideraven més humana que les restriccions de cordes o cadenes. Va evitar que el malalt pogués danyar la roba o els mobles i ferir-se a si mateix, al personal o a altres interns.
Abans de la guerra civil nord-americana, els malalts mentals sovint estaven internats en cases de pobres, cases de treball o presons quan les seves famílies ja no podien atendre’ls. Els pacients eren obligats a conviure amb delinqüents i tractats de la mateixa manera: tancats a una cel·la o fins i tot encadenats a les parets. A la dècada de 1860, els nord-americans volien proporcionar una millor assistència als menys afortunats, inclosos els malalts mentals. El nombre d'instal·lacions dedicades a l'atenció de persones amb trastorns mentals va experimentar un augment espectacular. Aquestes instal·lacions, destinades a ser llocs de refugi, s'anomenaven manicomis. Entre 1825 i 1865, el nombre d'asil als Estats Units va passar de nou a seixanta-dos.
L'establiment d'asils no va suposar una millora del tractament. Com que els metges no entenien què provocava el comportament dels seus pacients, sovint enumeraven les possibles causes de malalties mentals com a excitació religiosa, insolació o fins i tot llegint novel·les.. Creien que el pacient havia perdut tot el control sobre la seva moral i era necessària una disciplina estricta per ajudar el pacient a recuperar el control de si mateix. Els asils sovint utilitzaven camises de força per contenir els pacients que no podien controlar-se.
Molts assessors, incloses Marie Ragone i Diane Fenex, van considerar que les camises de força eren humanes, més suaus que les cadenes de presons. La contenció semblava aplicar poca pressió o cap sobre el cos o les extremitats i no causava abrasions a la pell. A més a més, les camises de força permetien una certa llibertat de moviment. A diferència dels pacients ancorats a una cadira o llit per corretges o manilles, els que portaven camises de força podien caminar. Alguns infermers especialistes registrats fins i tot van recomanar que les persones restringides passegin a l'aire lliure, obtenint així els avantatges del control i de l'aire fresc.
Malgrat la seva consideració popular com a humana, les camises de força van ser mal utilitzades. Amb el pas del temps, els asils es van omplir de pacients i no tenien suficient personal adequat per proporcionar una atenció adequada. Els assistents sovint estaven mal entrenats per treballar amb malalts mentals i recorrien a restriccions per mantenir l'ordre i la calma. De fet, a finals del segle xix i principis del XX, algunes presons van utilitzar fins i tot camises de força per castigar o torturar els interns.
Encara s'utilitzen variants modificades de la peça. Una marca particular de camisa de força es diu vestit "Argentino", fabricat per PSP Argentino Inc. Al Canadà, el 2015, hi va haver una demanda col·lectiva que va guanyar l'ús indegut de la restricció.

## Seguretat

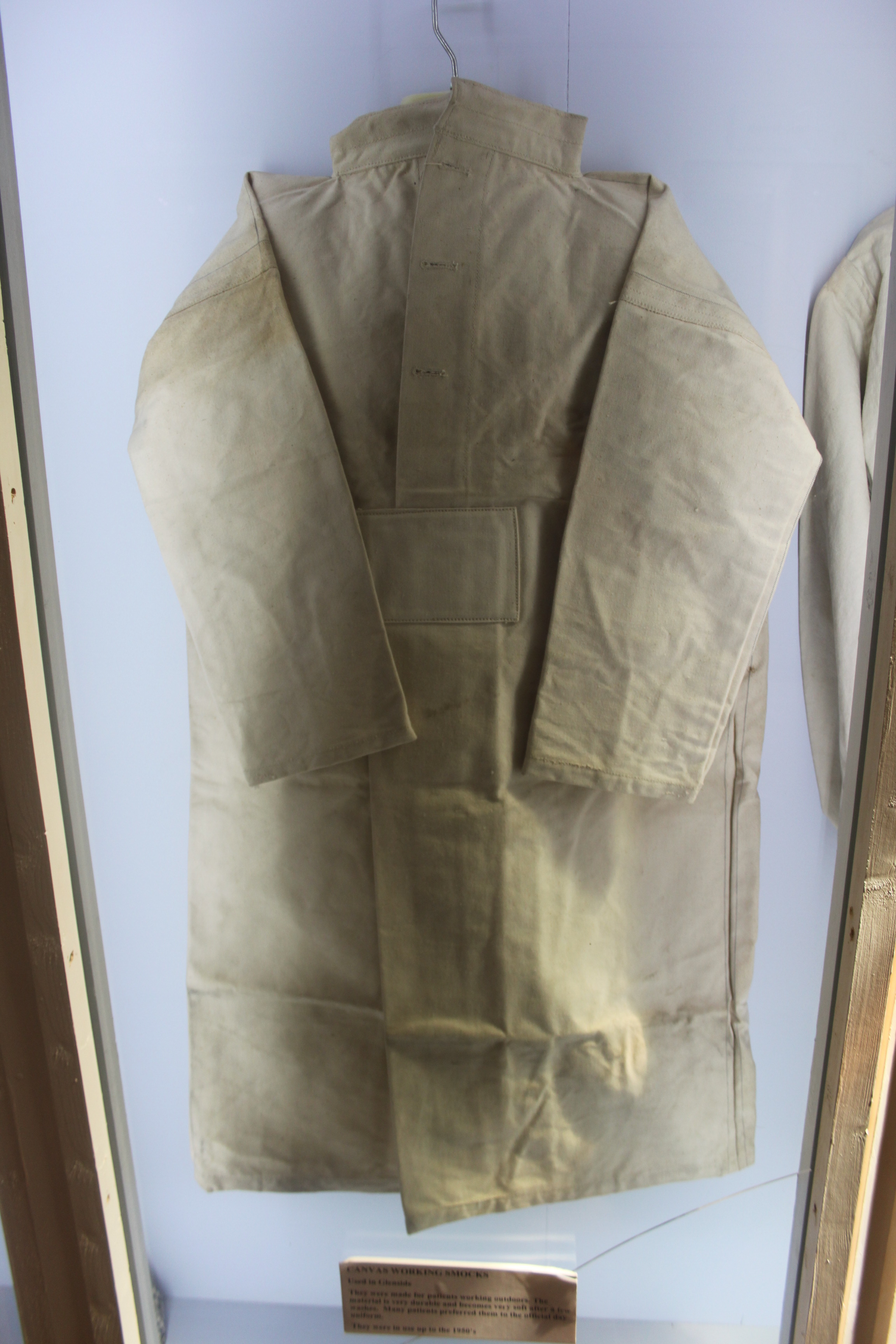
Camisa de força exposada al Glenside Museum

La seguretat d'una camisa de força depèn molt de la seva mida, que hauria de ser tan petita com sigui possible per estar segura. Una jaqueta ajustada al pit i a les aixelles dificultarà que l'usuari tregui els braços de les mànigues.
Les mànigues de la camisa de força es cusen tancades als extrems, una restricció significativa per si mateixa perquè limita l'ús de les mans. Els braços es pleguen per la part davantera, amb els extrems de les mànigues que s'enrotllen per subjectar o lligar darrere l'esquena. En algunes jaquetes, els extrems de la màniga estan ancorats a la peça per permetre que la subjecció o el nus giri de les mans de l'usuari a mesura que mouen els braços, cosa que fa que sigui més difícil de desfer. Algunes camises de força estan dissenyades per fer creuar els braços de la persona darrere d'ella en lloc de davant per garantir una major moderació.
La majoria de les camises de força inclouen una corretja d'entrecuix per evitar que els usuaris es treguin la jaqueta. Alguns tenen llaços per davant i / o laterals; les mànigues s'enfilen a través d'aquestes per evitar que els braços s'aixequin sobre el cap. Les sivelles de fricció s'utilitzen per subjectar jaquetes institucionals amb corretges o corretges de tela perquè són difícils d'obrir sense un parell de mans lliure.
En màgia escènica, les jaquetes artificials, fetes per a mags que practiquen trucs d'escapament, ometen els bucles del braç, es fixen amb sivelles més senzilles i / o deixen obertures ocultes a les mànigues.

## Contraindicacions
Portar una camisa de força institucional durant llargs períodes pot causar dolor als usuaris. Estanys de sang als colzes, causant inflor. Les mans poden quedar adormides per falta de circulació adequada. La rigidesa òssia i muscular fa que els braços i les espatlles experimentin dolor. Molts usuaris que porten aquestes situacions intenten moure’s i estirar els braços llançant-se a les jaquetes, motiu pel qual les institucions prenen grans precaucions, com ara controlar els pacients i complir els protocols estrictes, quan equipen persones amb camises de força.